# Микробиологический анализ почв
Микробиологический анализ почв — анализ почв, проводимый с целью определения наличия в почве бактерий, их видов и численности.

## Подготовка проб почвы с исследуемых участков
Пробы почвы нужно брать с помощью кернов диаметром около 10 мм на глубину 10—20 см. Керны лучше предварительно простерилизовать в кипящей воде (100 °C).
Пробы следует помещать в стерильные чашки Петри, которые затем нужно загерметизировать. ½ весовую часть каждой пробы обычно берут на химический анализ (изучение концентрации азотосодержащих ионов), остальная часть идёт на микробиологический анализ.

## Изучение экзоферментной активности микроорганизмов на исследуемых участках
Микробиологическая активность почв может быть определена по протеазной активности почвенноживущих микроорганизмов, а протеазная активность почв определяется активностью экзоферментов почвенных микроорганизмов и зависит от их численности и активности. Экзоферменты- ферменты, выделяемые микроорганизмами во внешнюю среду, которые расщепляют белки, полисахариды и липиды.
В чашки Петри с образцами почвы нужно поместить нарезанную по 2-3 кадра засвеченную фотоплёнку, предварительно замоченную в воде на 10 минут. Воду следует предварительно простерилизовать кипячением в течение 10 минут (100 °C). Также лучше поместить один фрагмент плёнки в пустую стерильную чашку Петри (контроль) для того, чтобы в конце эксперимента сравнить полученные результаты с контролем и минимизировать риск возникновения погрешностей.
Далее образцы почвы нужно выдерживать при комнатной температуре (20 °C) 9 дней. Затем плёнку следует осторожно вынуть и промыть под струёй воды, после чего высушить. После этого нужно подсчитать процент «съеденного» эмульсионного слоя по палетке. Чем выше процент разрушения эмульсионного слоя, тем выше экзоферментная активность почвы.

## Окраска по методу Грама
Особенностью окраски по методу Грама является неодинаковое отношение различных микробов к красителям трифенилметановой группы: генцианвиолету, метилвиолету, кристалвиолету. Микробы, входящие в группу грамположительных дают прочное соединение с указанными красителями и йодом. Окрашенные микробы не обесцвечиваются при воздействии на них спиртом, вследствие чего при дополнительной окраске фуксином грамположительные микробы не изменяют первоначально принятый фиолетовый цвет. Грамотрицательные микроорганизмы образуют с генциан-, кристалл- или метилвиолетом и йодом легко разрушающееся под действием спирта соединение, в результате чего они обесцвечиваются и затем окрашиваются фуксином, приобретая красный цвет.
Отношение микроорганизмов к окрашиванию по Грамму имеет большое диагностическое значение.

### Подготовка микробной культуры

Высеивание микробной культуры

Небольшое количество почвенной пробы следует высеять в чашки Петри с водорослевым агаром с помощью микробиологической петли, далее засеянные чашки Петри нужно выдержать при комнатной температуре в течение 9 дней. Также лучше сделать контрольный посев из воздуха, чтобы позже сравнить колонии микрооганизмов, выросших в разных чашках Петри, и знать какие микроорганизмы могли попасть из воздуха, а не из почвы.

### Приготовление мазка
На чистое, обезжиренное предметное стекло поместить каплю дистиллированной воды, затем с помощью микробиологической петли в неё внести небольшое количество выросшей на агаре микробной культуры. Далее нужно сделать мазки и фиксировать их на пламени. Лучше сделать по 2-3 мазка на каждый образец почвы и один контрольный мазок.

### Окрашивание микроорганизмов
Окраску микроорганизмов по Граму следует производить следующим образом:
- Мазок, фиксированный на огне, нужно окрашивать через фильтровальную бумагу основным красителем- раствором основного карболового кристалвиолета. Прокрашивание должно длиться 1-2 минуты.
- Далее бумагу следует снять, избыток краски слить и налить раствор Люголя на 1-2 минуты до почернения препарата.
- Далее раствор Люголя нужно опять слить, предметное стекло для обесцвечивания мазка погрузить несколько раз в стаканчик со спиртом; процесс обесцвечивания считается завершённым, когда от мазка перестают отделяться окрашенные в фиолетовый цвет струйки жидкости.
- Затем препарат следует тщательно промыть водопроводной водой и докрасить спиртово-водным раствором фуксина в течение двух минут.
- В конце мазок нужно промыть водой и высушить.

Результат окраски: грамположительные бактерии окрашиваются основной краской в темно- фиолетовый цвет, грамотрицательные бактерии, воспринимая дополнительную окраску, приобретают ярко-малиновый цвет.